# Prefektura Ósaka

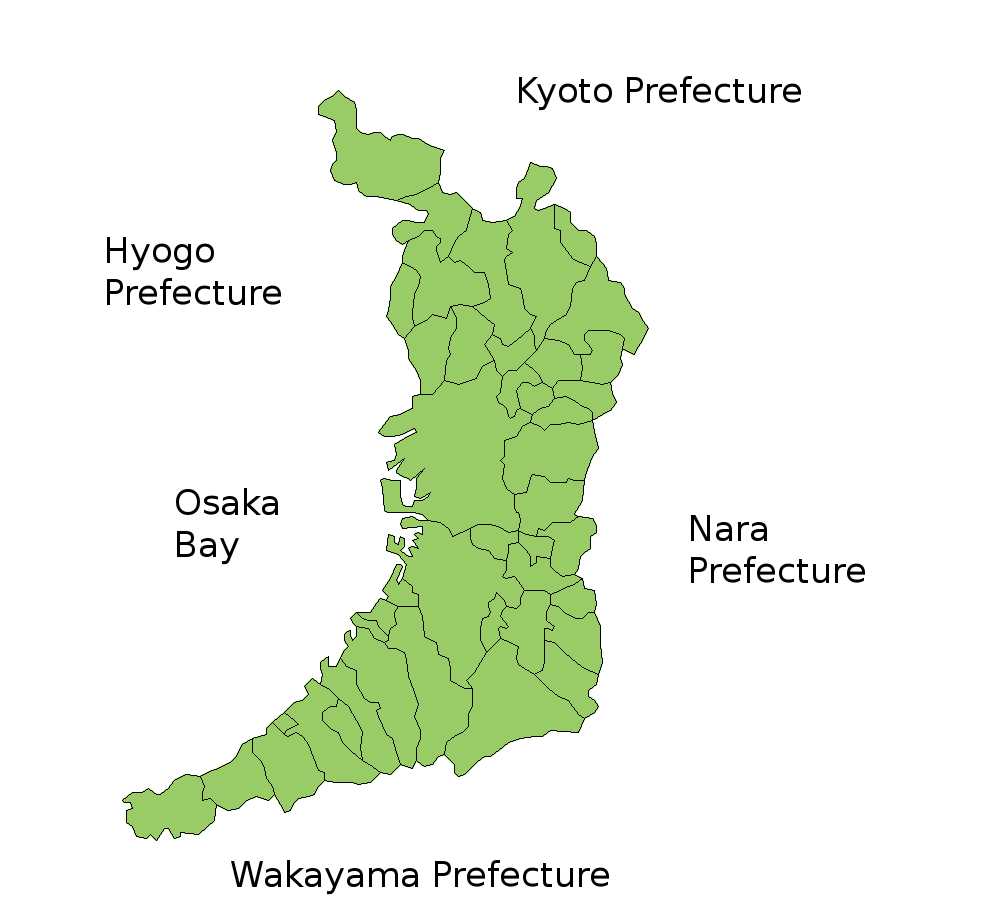
Mapa prefektury Ósaka

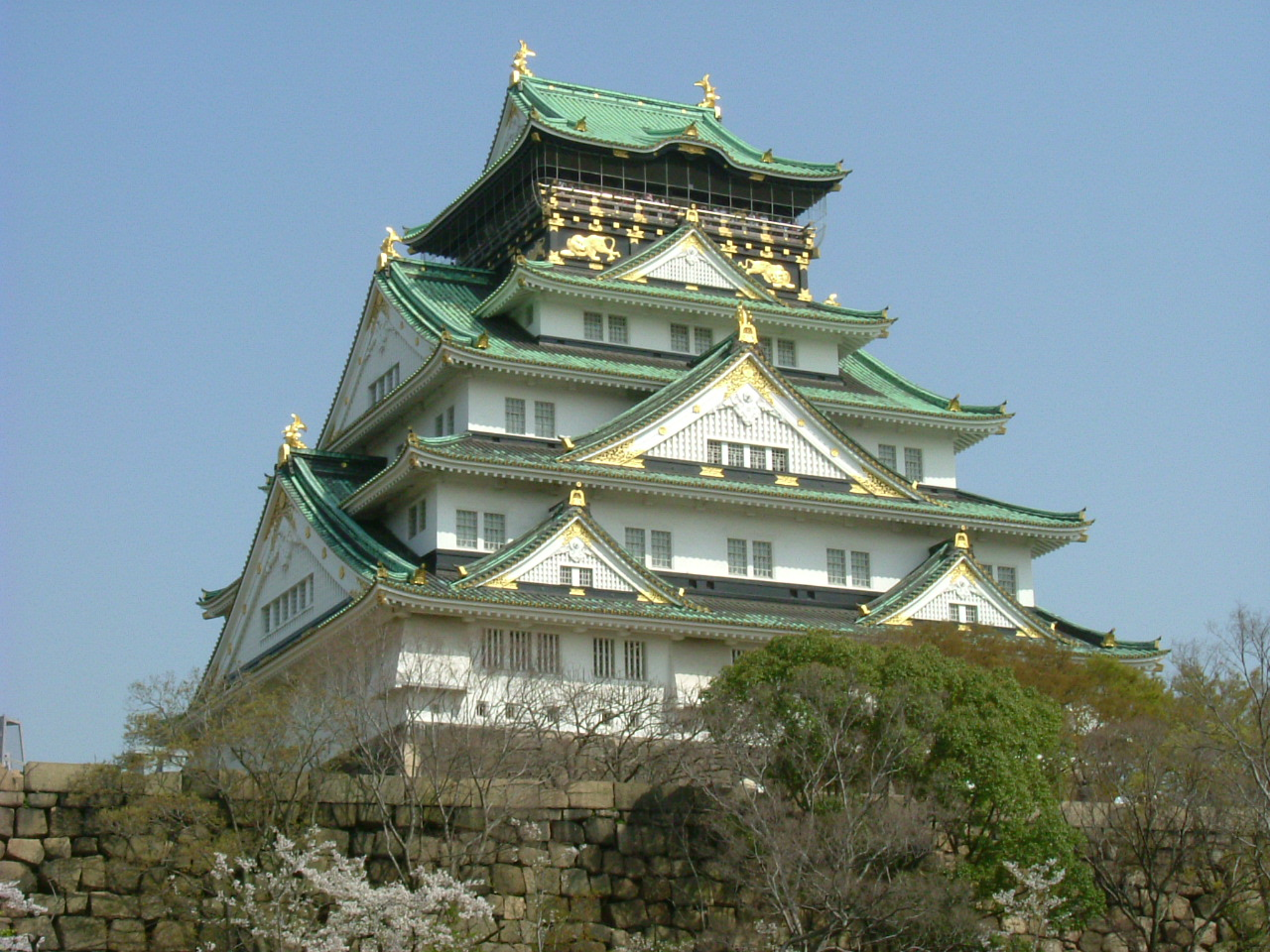
Ósacký hrad

Prefektura Ósaka (japonsky: 大阪府, Ósaka-fu) je jednou ze 47 prefektur Japonska. Nachází se v regionu Kansai na ostrově Honšú. Hlavním městem je Ósaka.
Prefektura má rozlohu 1 892,86 km² a k 1. říjnu 2000 měla 8 815 757 obyvatel.

## Historie
Prefektura Ósaka byla založena v roce 1868, na samém počátku období Meidži.

## Geografie

### Města
V prefektuře Ósaka je 33 velkých měst (市, ši):
| - Daitó (大東) - Fudžiidera (藤井寺) - Habikino (羽曳野) - Han'nan (阪南) - Higašiósaka (東大阪) - Hirakata (枚方) - Ibaraki (茨木) - Ikeda (池田) - Izumi (和泉) - Izumiócu (泉大津) - Izumisano (泉佐野) | - Jao (八尾) - Kadoma (門真) - Kaizuka (貝塚) - Kašiwara (柏原) - Katano (交野) - Kawačinagano (河内長野) - Kišiwada (岸和田) - Macubara (松原) - Minoo 箕面 - Moriguči (守口) - Nejagawa (寝屋川) | - Ósaka (大阪 hlavní město) - Ósakasajama (大阪狭山) - Sakai (堺) - Sen'nan (泉南) - Seccu (摂津) - Suita (吹田) - Šidžónawate (四條畷) - Takaiši (高石) - Takacuki (高槻) - Tondabajaši (富田林) - Tojonaka (豊中) |